# Illulen Usamar
Les Illulen Usamar (tifinagh: ⵉⵍⵍⵓⵍⴻⵏ ⵓⵙⴰⵎⴰⵔ) sont une tribu kabyle non confédérée, établie sur versant est du Djurdjura. Leur territoire est constitué des communes de Chellata, Akbou et Ighram.

## Étymologie
Le nom Illulen Usamar signifie Illulen du flanc ensoleillé, en opposition à une autre tribu, présente sur le flanc opposé, qui se nomme Illulen Umalu.

## Géographie

### Localisation
La tribu est établie sur le flanc est des montagnes du Djurdjura, dans la vallée de la Soummam. Ils sont délimités à l'est, par l'Oued Soummam et au sud, par l'Oued Sahel.
| Illoula Oumalou | At Ziki       | Aït Aidel |
| Illilten        | Illula Usamar | Aït Aidel |
| Aït Melikech    | Aït Abbas     | Aït Abbas |

### Communes et villages
Les principales communes de la tribu sont réparties dans 4 communes de la Daïra d'Akbou : Akbou, Chellata et Ighram.
| Akbou (4 villages)                                   | Chellata (14 villages) | Ighram (20 villages) |
| ---------------------------------------------------- | --- | --- |
| - Azaghar - Azib Ben Ali Chérif - Taharacht - Tifrit | - Aït Annane - Aït Heyani - Aït Makadem - Aït Sidi Amar - Elma - Fethoune - Feldène - Ighil Ouberki - Ighil Oumced - Meliha - Takhlidjt - Tala Mellal - Taourirt - Tizi N'Slib | - Aït Amar Ouzegane - Aït Bessaï - Aït Lahdhir - Aït Sellam - Aït Zeggane - Amoura - Azib Oulahdhir - Azouna - Boukir - Elma Ouguenane - El Mechta - Ighil Nacer - Iguerbane - Ikherbouchen - Irecène - Taslent - Tazaghart - Tigharmine - Tighlit Makhlouf - Tizi Maali |

## Histoire
La tribu se composait autrefois de deux fractions séparées par le ravin Iɣzer Illulen : les Illulen Usamar au nord et les Illulen Ugemmaḍ.

### Préhistoire
Dans la préhistoire, la région était déjà occupée. Il existe des grottes dans la région, les plus connues étant celles de Gueldaman (Bou Hamza), Akbou dans lesquelles furent trouvés les objets suivants :
- Des tessons de poteries portant des décors imprimés et incisés qui ont conservés des résidus de miel, de lait et de matières grasses.
- De nombreux outils lithiques et osseux
- Des objets fabriqués à partir d'ivoire d’éléphant, de coquilles d’œufs d’autruche, de carapace de tortue, et de coquillages marins[3].

La présence de ces objets prouve que la région était habitée depuis au moins 5000 avant J.C.

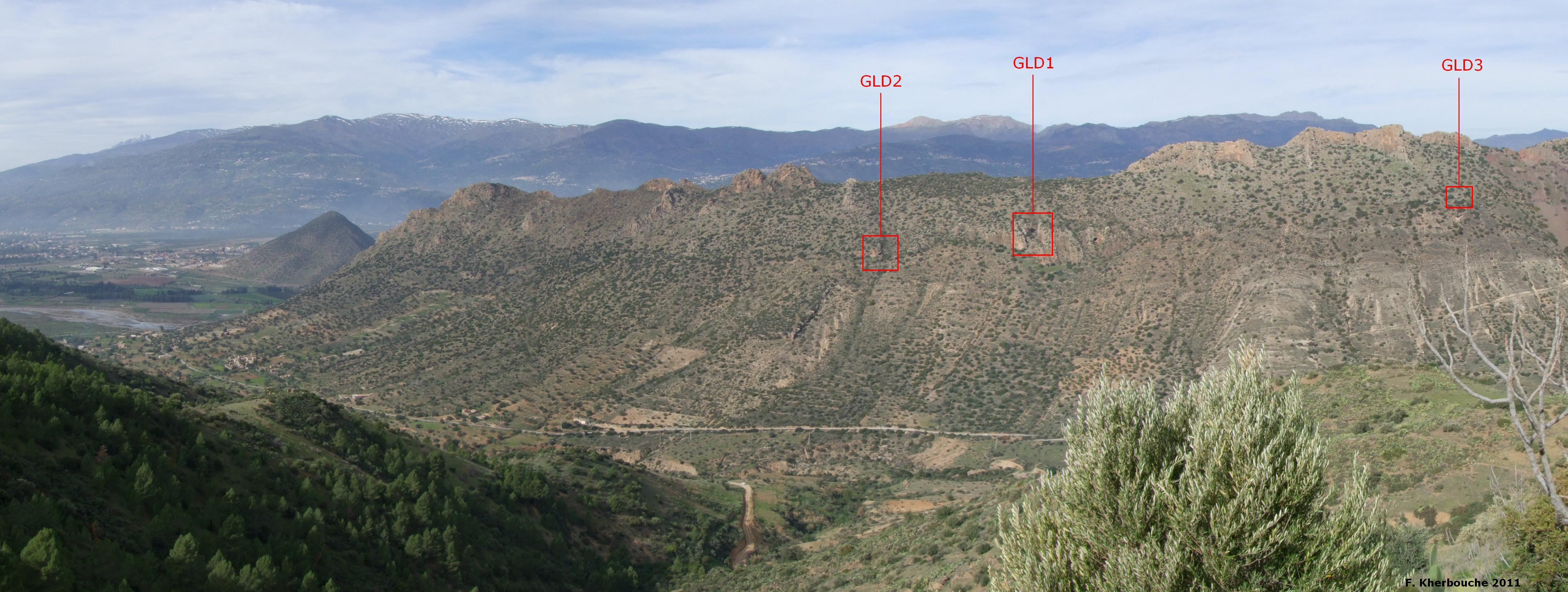
Localisation des grottes de Gueldaman.

### Antiquité
Dans l'antiquité, Ptolémée de Maurétanie signale une ville sur la route de Saldae et Auzia, cette ville s'appelait Ausum et était à la hauteur d'Akbou. De nombreuses ruines furent trouvées aux alentours d'Akbou, notamment un mausolée nommé Taɣerfet n Uqbu (Mausolée d'Akbou).

## Personnalités

### Politiques et militaires
- Allaoua Ben Aly Chérif (1895-1976) : homme politique, député de Constantine pendant la colonisation.
- Mohamed Haroun (1949-1996) : l'un des premiers militants de la cause berbère en Algérie.
- Atmane Mazouz (1970-) : homme politique algérien, député du parti Rassemblement pour la démocratie.

### Artistes
- Hamid Aftis (1977-) : sculpteur, peintre, dessinateur et décorateur.

### Cinéastes et acteurs
- Yasmine Ammari (1985-) :  auteure-compositrice-interprète et actrice, origine de la tribu par son père.

### Sport
- Abdelhamid Kermali (1931-2013) : footballeur international algérien et ancien sélectionneur de équipe d'Algérie de football.
- Abdelouaheb Ferguène (1958-) : athlète algérien.
- Saïd Hamimi (1960-2008) : footballeur international algérien.
- Karim Naït Yahia (1980-) : footballeur international algérien.
- Yacine Akkouche (1984-) : footballeur international algérien.
- Ziri Hammar (1992-) : footballeur international algérien.